# Autobahn (Serbien)

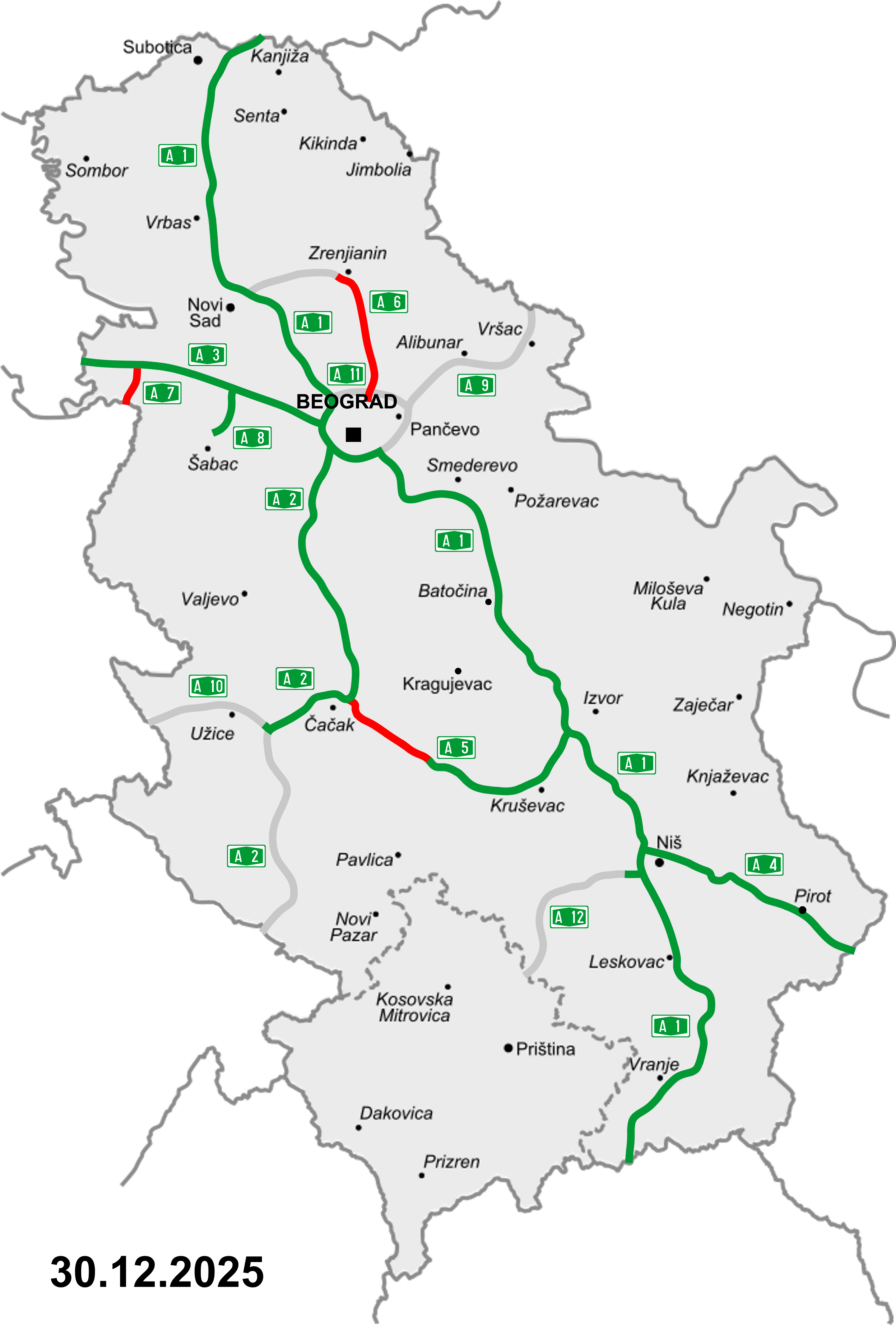
Aktuelles Autobahnnetz in Serbien (ohne Kosovo)
in Betrieb
in Bau
in Planung

Die Autobahnen (serbisch Ауто-путеви Auto-putevi, singular Ауто-пут/Auto-put) sind ein Straßentyp in Serbien und bilden einen Teil des nationalen Fernstraßennetzes. Sie dienen dem überregionalen und internationalen Verkehr.
Derzeit existieren Autobahnen mit einer Länge von ca. 660 Kilometern, ungefähr 260 Autobahnkilometer werden gebaut. Das geplante Autobahnnetz beträgt ca. 1100 Kilometer. Die wichtigste und längste Autobahnverbindung ist die Nord-Süd-Verbindung A1. Weitere wichtige Verbindungen sind die West-Ost-Verbindungen A3, A4 und A5 sowie die Nord-Süd-Verbindung A2.
Die Infrastruktur wird in Serbien sukzessive ausgebaut. Der Autobahnbau wird in Serbien vorrangig zur Unterstützung des wirtschaftlichen Entwicklung vorangetrieben. Mittelfristig will Serbien nach Kroatien, über das dichteste Autobahnnetz in Südosteuropa verfügen.
Für alle Autobahnen werden Gebühren (serbisch Путарина/Putarina) erhoben und es gilt ein Tempolimit von 130 km/h.

## Nummerierung
Seit 2013 werden die serbischen Autobahnen in Folge der Reform der Nummerierung des serbischen Straßennetzes mit einem A als Abkürzung für Autoput und einer Ziffer gekennzeichnet. Allerdings wird diese Nummerierung in der Praxis erst durch die Erneuerung der Beschilderung auf den Autobahnen eingeführt.
Von offiziellen serbischen Stellen und auf der veralteten Beschilderung auf den Autobahnen werden stattdessen die Nummer der jeweiligen Europastraße verwendet. Es ist auch verbreitet, die Autobahn über die Nennung des Anfang- bzw. Endpunktes zu definieren.

## Geschichte

### In Zeiten Jugoslawiens
Eine große Rolle für den Autobahnbau spielten während des Kalten Krieges die Position Jugoslawiens zwischen den Blöcken und die finanziellen Hilfen aus dem Westen. Bereits nach dem Zweiten Weltkrieg begann man mit dem Bau einer Halbautobahn, die den Namen „Straße der Brüderlichkeit und Einheit“ (Autoput Bratstvo i jedinstvo) erhielt, da sie das Gebiet von vier der sechs Teilrepubliken der Sozialistischen Föderativen Republik Jugoslawien passierte. Am Bau der Halbautobahn waren Jugendliche im Rahmen der Jugendarbeitsaktionen (ORA) sowie Mitglieder der Jugoslawischen Volksarmee und Zwangsarbeiter beteiligt. Ungefähr 300.000 Personen arbeiteten beim Bau der Halbautobahn. Die erste Teilstrecke war die von Zagreb–Belgrad auf einer Länge von 382 km, eröffnet am 27. Juli 1950.
Mit dem immer größer werdenden Verkehrsaufkommen in Jugoslawien, vor allem dem Transitverkehr und der Durchreise vieler Gastarbeiter, wurde der Regierung klar, dass die damalige Straßenkapazität von nur zwei Fahrstreifen (eine pro Richtung) nicht genügen würde. Die Lösung bestand darin, eine Autobahn mit zwei mal zwei Fahrspuren zu bauen.
Die Umsetzung dieser Pläne begann in den 1970er-Jahren an Autobahnen. Zuvor gab es lediglich lokale wie auch Regionalstraßen, die sich meist in einem schlechten Zustand befanden. Zur Finanzierung des Projektes erhielt die jugoslawische Regierung einen Kredit vom IWF.
Mit diesem Plan kam es zum Bau der West-Ost-Autobahn E70 in Jugoslawien, welche die wirtschaftlichen und politischen Zentren des sozialistischen Landes verbinden sollte. Vorrang hatte zunächst der Korridor West–Ost, welcher der Route Jesenice–Ljubljana–Zagreb–Belgrad folgte. Während der 1970er Jahre begann man auch den Bau der Autobahn zwischen Belgrad und Niš.
In den 1980er-Jahren wurde daneben eine Halbautobahn Belgrad–Novi Sad–Bačka Topola erbaut.
Zu Beginn der 1990er Jahre konnte man die fehlende Strecke von Bačka Topola–Horgoš fertigstellen, aber die Strecke wurde nicht mit der restlichen Strecke durch Ungarn nach Westeuropa (Szeged–Budapest–Győr–Hegyeshalom) verknüpft. Mit der Verknüpfung der beiden (Halb-)Autobahnen hätte sich ein neuer Korridor zwischen den Hafenstädten Thessaloniki bzw. Istanbul sowie Mittel- und Westeuropa eröffnet. Der Autoput war bis 1991 eine der berüchtigtsten Straßen Europas: Der teilweise schlechte Zustand und der rege Verkehr – neben den vielen LKWs war die Strecke vor allem in den Sommermonaten völlig überlastet – verhinderten erholsames Reisen. Von langen Distanzen und der geraden Strecke übermüdete Fahrer sowie waghalsige Überholmanöver waren die Ursachen für zahlreiche Unfälle.
Zwischen 1991 und 1995 waren wegen der Jugoslawienkriege viele Grenzen zwischen den bisherigen Teilrepubliken geschlossen und damit eine durchgängige Benutzung der Autobahnen nicht mehr möglich. In den Kriegen wurde der Autoput stellenweise beschädigt. Während des Kroatienkriegs wurde auf sämtlichen Wegweisern der heutigen kroatischen A3 in Richtung Osten, die Richtungsangabe Beograd (Belgrad) durch Lipovac (östlichster kroatischer Ort an der Autobahn) ersetzt. Inzwischen wurde das teilweise rückgängig gemacht.

### Gegenwart
Nach den Kriegen wurde wenig in die Infrastruktur investiert. Zu Zeiten des Handelsembargos Mazedoniens durch Griechenland und während des Kosovokrieges kam es zu Einschränkungen im Transitverkehr. Erst nach dem Sturz der Regierung Milošević im Jahr 2000 wurden auch Veränderungen im Straßenverkehr ersichtlich. Am Westen orientiert, hatte die Regierung Đinđić Pläne zum Bau der Autobahnen entwickelt. Die Autobahnen sollten nach westlichen Maßstäben ausgebaut werden und so kam es dazu, dass im Jahre 2001 bereits der Grundstein für die Autobahn Belgrad–Novi Sad gelegt worden war. 2002 besaß Serbien 420 km Autobahnen. 2003 wurde feierlich die erste Autobahn nach dem Ende der Jugoslawienkriege von Belgrad nach Novi Sad eröffnet.
Investitionen in die Autobahn-Infrastruktur haben derzeit Priorität, da deren Ausbau von strategischer Bedeutung für Serbien ist. Das serbische Verkehrsministerium begründet den Ausbau auch damit, dass es mit dem Bau von Autobahnen zu einer Steigerung der Beschäftigung kommt und dies auch positive Effekte für die demographische Entwicklung Serbiens bringen würde. Die Einbindung des serbischen Straßennetzes in das europäische Verkehrsnetz soll bei der Transitlage Serbiens positive Auswirkungen für alle haben. Die Verantwortlichen betonen u. a., dass mit dem Ausbau der Autobahnen Engstellen in der Verkehrsinfrastruktur beseitigt werden würden und somit die Verkehrssicherheit und die Zeitersparnis steige.

## Merkmale

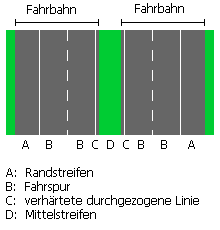
Aufbau einer serbischen Autobahn

Eine serbische Autobahn besteht in der Regel aus zwei Richtungsfahrbahnen mit mindestens zwei Fahrstreifen und einem Seitenstreifen.

### Fahrstreifenbreite
Die Fahrstreifenbreite beträgt auf serbischen Autobahnen in der Regel 3,75 Meter. In der Nähe großer Städte kommen auch Autobahnen mit einer Breite von 3,50 Metern vor. Bei Fahrten mit einer Steigung/Neigung von mindestens 4 % wird meistens der Randstreifen durch eine zusätzliche Fahrspur ersetzt.

### Regeln
Die zulässige Höchstgeschwindigkeit beträgt für Pkw ohne Anhänger 130 km/h. Fahrzeuge, die bauartbedingt nicht schneller als 60 km/h fahren können, sind auf serbischen Autobahnen nicht zugelassen. Es gilt Rechtsfahrgebot. Rechts zu überholen ist im Prinzip verboten, ausgenommen rechts einer Blockmarkierung oder in einem Verkehrsstau.

### Beleuchtung
Die serbischen Autobahnen werden innerhalb der Ausfahrten komplett beleuchtet. Darüber hinaus werden nur Streckenabschnitte in der Nähe größerer Städten und von Autobahnkreuzen (Petlja) beleuchtet.

### Verkehrsschilder

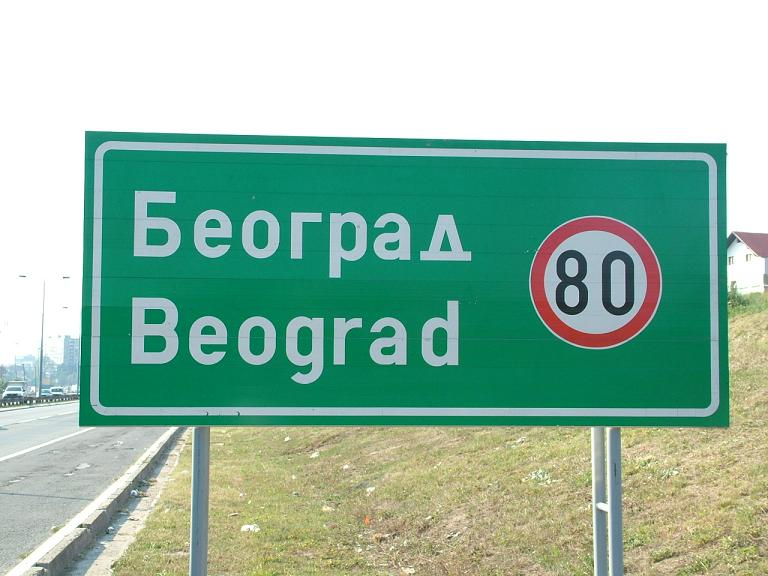
Ortsangabe in kyrillischer und lateinischer Schrift

Die meisten Verkehrsschilder in Serbien sind sowohl in lateinischer Schrift als auch in kyrillischer Schrift beschriftet. Die neu eröffneten Autobahnen oder renovierte Teilstücke besitzen ausschließlich Schilder mit beiden Varianten.
Im Gegensatz zu anderen Balkanstaaten gibt es in Serbien keine einheitliche Autobahnbeschilderung, d. h. entlang der Autobahn Beograd–Šid stehen z. B. Vorwegweiser auf Autobahnen, welche nicht mit den von der Autobahn Beograd–Novi Sad oder Beograd–Preševo übereinstimmen. So hat die Stadt Belgrad „eigene“ Ankündigungstafeln auf Autobahnen, nach deutschem Vorbild, angebracht und sie an der Stadtautobahn durch das Zentrum von Belgrad aufgestellt, obwohl sonst solche Ankündigungstafel in Serbien nicht vorkommen. Seitens des öffentlichen Unternehmens Putevi Srbije (Straßen Serbiens), welche für die Aufstellung/Absetzung der Verkehrsschilder auf Serbiens Straßen verantwortlich ist, wird wenig getan, um die Autobahnbeschilderung einheitlich zu gestalten.

### Straßenbelag
Die meisten Autobahnen in Serbien sind als Asphaltdecke ausgeführt, diese müssen jedoch aller Voraussicht nach alle zwölf bis 15 Jahre erneuert werden. In letzter Zeit wurde in Serbien ebenfalls thematisiert, die Fahrbahnen auch aus Beton auszuführen, da Beton eine Konzessionszeit von 30 Jahren unbeschadet überstehen dürfte.

## Maut
Mautpflicht besteht auf allen serbischen Autobahnen mit Ausnahme der Durchfahrt durch das Zentrum von Belgrad im Verlauf der A3. In Serbien wird die Maut stets beim Verlassen der Autobahn, an allen Ausfahrts-Mautstellen, geleistet. Die Fahrer erhalten bereits bei der Auffahrt zur Autobahn an dafür vorgesehenen Automaten eine Quittung, die belegt, wo man aufgefahren ist. Diese Quittung muss beim Verlassen der Autobahn vorgewiesen werden. Anhand der gefahrenen Kilometer wird dann eine entsprechende Mautgebühr eingefordert. Eine Umgehung dieser Prozedur ist nicht möglich, da es für jede Fahrtrichtung gesonderte Raststätten und keine Umkehrmöglichkeiten gibt. Ebenso wird jedes Fahrzeug per Videoüberwachung an den Mautstellen registriert. An allen Mautstellen werden Euro akzeptiert.
Allein im Jahr 2007 erwirtschaftete Serbien durch die Mautgebühren der Autobahnen ca. 190 Mio. Euro. Serbische Wirtschaftswissenschaftler gehen davon aus, dass man mit dem Fertigbau aller Autobahnen Serbien alleine 500 Mio. Euro aus Mautgebühren in einem Jahr erwirtschaften könne. Die Erträge werden meist für Renovierungsarbeiten an bestehenden Autobahnen oder für den Bau neuer Autobahnen eingesetzt.
Bis 2008 waren die Gebühren für Fahrzeuge mit ausländischem Nummernschild teurer als für einheimische Fahrzeuge. Seit 2009 gelten für ausländische und serbische Fahrzeuge dieselben Gebühren.